# Schweizer Syndikat Medienschaffender
Schweizer Syndikat Medienschaffender  (SSM) (französisch Syndicat suisse des mass media, italienisch Sindacato Svizzero dei massmedia) ist die grösste Mediengewerkschaft der Schweiz im elektronischen Bereich. Sie vertritt vor allem Angestellte aus den Bereichen Radio, TV und Online sowie anverwandten Bereichen und auch viele Freischaffende.
Rund 70 % der Mitglieder, die vom SSM vertreten werden, arbeiten für die SRG SSR (Schweizerische Radio- und Fernsehgesellschaft). Das SSM ist zudem Sozialpartner der SRG und verhandelt in dieser Funktion unter anderem den Gesamtarbeitsvertrag. Der GAV der SRG ist derzeit der einzige Medien-GAV der Deutschschweiz. Ein Medien-GAV für die ganze Branche ist zwar immer mal wieder Thema – kommt aber seit Jahren nicht über das Verhandlungsstadium hinaus.
2021 schloss das SSM mit der Union nicht-kommerzorientierter Lokalradios einen Branchenvertrag ab, der gute und faire Arbeitsbedingungen garantieren soll.
Das SSM ist Mitglied des Schweizerischen Gewerkschaftsbundes.

## Berufsregister und Presseausweis
Mit dem Berufsregister BR für Medienschaffende haben die Gewerkschaften SSM, Syndicom und impressum (Gewerkschaft) gemeinsam einheitliche Kriterien für einen Berufsregister-Eintrag definiert. Zusammen geben die drei Gewerkschaften auch den Schweizer Presseausweis heraus. Eine Mitgliedschaft im BR ist zwingend Voraussetzung für den Erhalt eines Presseausweises. Zudem muss der Nachweis der journalistischen Tätigkeit während mehrerer Jahre erbracht werden.

## Sekretariate
Das SSM ist mit seinen Sekretariaten in der gesamten Schweiz vertreten.
• Das Zentralsekretariat in Zürich
• Das Fachsekretariat für Medienpolitik
• Das Fachsekretariat für Gleichstellung
• Das Gruppensekretariat für Freischaffende
• Das Sekretariat für SRF TV / Produktion
• Das Sekretariat für SRF Radio / Swissinfo / Generaldirektion
• Das Sekretariat für TV RTS
• Das Sekretariat für TV RSI
• Das Sekretariat für TV RTR

## Präsidium
- Salvador Atasoy seit 2022, im Co-Präsidium zusammen mit Rafael Poncioni
- Rafael Poncioni ab 2019

## Ehemaliges Präsidium
- Paul Früh: 1974–1978
- Alfredo Knuchel: 1978–1980
- Tiziana Mona: 1980–1993
- Renato Soldini: 1993–1997
- Markus Weidmann: 1997–2000
- Barbara Büttner 2000–2012
- Ruedi Bruderer 2012–2019
- Priscilla Imboden 2019–2022